# 慾 むさぼり
慾 むさぼり（よく むさぼり）は、1996年にMay-Be SOFTから発売されたアダルトゲームソフト、およびこれを題材とした小説のタイトル。

## 概要
主人公は偶然旅行代理店で見つけた島に行く謎のツアーに参加することにする。このツアーは非合法で1日に1回は島にいる女性を姦淫するという決まりがあった。この決まりを守らなければ二度と元の生活には戻れないということであった。このようなツアーで島で淫らな日々を過ごすという内容。